# Dayeuhluhur (Dayeuhluhur)
Dayeuhluhur is een bestuurslaag in het regentschap Cilacap van de provincie Midden-Java, Indonesië. Dayeuhluhur telt 8212 inwoners (volkstelling 2010).